# Bất khả kháng
Bất khả kháng hay điều kiện bất khả kháng (từ tiếng Pháp: force majeure để chỉ "hiệu lực/sức mạnh lớn hơn") là một điều khoản phổ biến trong các hợp đồng, về cơ bản để giải phóng một hay các bên ra khỏi các trách nhiệm pháp lý hay các bổn phận khi các sự kiện hay tình huống bất thường ngoài tầm kiểm soát của các bên, như chiến tranh, đình công, nổi loạn, tội phạm, thiên tai (như lũ lụt, động đất, phun trào núi lửa), địch họa v.v xảy ra, và việc đó ngăn cản một hay các bên của hợp đồng trong việc hoàn thành bổn phận và nghĩa vụ của mình theo hợp đồng. Tuy nhiên, bất khả kháng không nhằm mục tiêu bào chữa cho các sơ suất hay hành vi phi pháp của các bên, chẳng hạn như việc không thực hiện nghĩa vụ là do các hậu quả thông thường và tự nhiên của các sức mạnh bên ngoài (ví dụ một trận mưa đã được dự báo làm ngừng một sự kiện diễn ra ngoài trời), hay khi các hoàn cảnh can thiệp vào việc thực thi hợp đồng đã được dự tính một cách rõ ràng.
Các hợp đồng có giới hạn về thời gian và các hợp đồng nhạy cảm khác có thể được thảo ra để hạn chế sự che chở của điều khoản này khi một hay các bên không thực hiện các bước hợp lý (hay cảnh báo rõ ràng) để ngăn chặn hay hạn chế các tác động của sự can thiệp từ bên ngoài, kể cả khi nó có thể xảy ra lẫn cả khi nó xảy ra trên thực tế. Cũng cần lưu ý rằng bất khả kháng có thể có hiệu lực để bỏ qua một phần hay toàn bộ các bổn phận của một hay các bên. Ví dụ, một cuộc đình công có thể ngăn cản việc giao hàng đúng hạn, nhưng nó không thể ngăn cản việc thanh toán đúng hạn cho các hàng hóa đã giao. Tương tự, việc mất điện trên diện rộng có thể không là lý do bất khả kháng nếu như hợp đồng có điều khoản về nguồn điện dự phòng hay các kế hoạch ứng phó với các sự kiện bất ngờ để đảm bảo cho sự liên tục của công việc.
Tầm quan trọng của điều khoản bất khả kháng trong hợp đồng, cụ thể là trong các hợp đồng với độ dài thời gian nào đó, không thể được diễn giải như là sự làm giảm nhẹ trách nhiệm của một hay các bên theo hợp đồng (hay tạm thời ngưng các bổn phận đó). Một sự kiện hay hoàn cảnh nào đó mà có thể coi là bất khả kháng thì đều có thể là nguồn của nhiều tranh cãi trong đàm phán hợp đồng và một bên nói chung có thể chống lại bất kỳ ý định nào của (các) bên kia trong việc thêm vào một điều gì đó mà nó có thể, về cơ bản, là rủi ro của bên đó. Ví dụ trong một thỏa thuận cung cấp than, một công ty khai thác mỏ có thể yêu cầu để "rủi ro địa chất" được thêm vào như là sự kiện bất khả kháng, tuy nhiên công ty khai thác mỏ này nên và cần phải thực hiện khảo sát, phân tích trên diện rộng các dự phòng về mặt địa chất tại khu vực khai thác than và thậm chí là không nên đàm phán về hợp đồng cung cấp than nếu như công ty này không thể nắm rõ các rủi ro mà chúng có thể là hạn chế về mặt địa chất trong việc cung cấp than của họ từ lúc này sang lúc khác. Kết quả của công việc đàm phán như vậy, tất nhiên là phụ thuộc vào khả năng thương lượng tương đối của các bên và vì thế có những trường hợp khi điều khoản bất khả kháng có thể được một hay các bên sử dụng một cách có hiệu quả nhằm thoát khỏi các trách nhiệm pháp lý đối với việc thi hành không tốt các nội dung của hợp đồng.
Trong luật quốc tế, bất khả kháng được hiểu như là sức mạnh không thể chống lại được hay sự kiện không thể biết trước, ngoài tầm kiểm soát của quốc gia và làm cho nhà nước này về mặt vật chất là không thể hoàn thành bổn phận quốc tế của mình. Bất khả kháng ngăn ngừa một hành động quốc tế khỏi bị coi là bất hợp pháp mà nếu khác đi thì nó có thể là như vậy.

## Ví dụ
Dưới đây là một ví dụ về điều khoản bất khả kháng có thể được thấy trong một hợp đồng nào đó.
"Không bên nào phải chịu trách nhiệm cho việc không thực hiện các nghĩa vụ của mình trong hợp đồng khi nguyên nhân của việc không thực hiện đó xuất phát từ kết quả của thiên tai (bao gồm hỏa hoạn, lũ lụt, động đất, bão tố hay các thảm họa tự nhiên khác), địch họa, chiến tranh, bom mìn còn sót lại sau chiến tranh, hành động của kẻ thù nước ngoài, thù nghịch (có tuyên bố chiến tranh hay không), nội chiến, nổi loạn, cách mạng, khởi nghĩa, sức mạnh quân sự hay tiếm nghịch hoặc sung công, các hoạt động khủng bố, quốc hữu hóa, sự trừng phạt của chính quyền, bao vây, cấm vận, tranh chấp lao động, bãi công, gián đoạn hoặc hỏng hóc của hệ thống điện [hoặc dịch vụ điện thoại], và không có bên nào có quyền chấm dứt thỏa thuận này theo điều abc (chấm dứt hợp đồng) trong những hoàn cảnh như vậy."
"Bất kỳ bên nào đưa ra khẳng định bất khả kháng như là lý do để biện minh sẽ có trách nhiệm chứng minh rằng các biện pháp hợp lý đã được thực hiện (tùy theo hoàn cảnh) để giảm thiểu sự chậm trễ hay các tổn thất phát sinh ra từ các sự kiện có thể dự đoán trước, rằng tất cả các bổn phận không thể được miễn trách nhiệm đã được thực thi đầy đủ, và bên kia đã được thông báo kịp thời về sự kiện có thể xảy ra hay sự kiện xảy ra trên thực tế và chúng là có thể biện minh cho khẳng định như vậy, sao các cảnh báo thận trọng khác có thể được coi là có."